# 愛知縣蟹江町母子3人殺傷事件
愛知縣蟹江町母子3人殺傷事件指的是2009年5月1日在日本愛知縣海部郡蟹江町發生的一宗入室搶劫殺人事件。2012年12月7日，因在其他案件的調查過程中發現中華人民共和國籍男子林振華的DNA與該事件中的物證一致，警方將其逮捕。林振華在一審被判處死刑，而上訴已被名古屋高等法院與日本最高法院駁回，現被關押在名古屋拘留所。
該事件於2009年12月10日被指定為搜查特別懸賞金制度對象，後於2012年12月9日撤銷。

## 概要

### 事件概要
2009年5月2日正午12時20分左右，警官在愛知縣蟹江町蟹江本町海門（位於近鐵名古屋線近鐵蟹江站西北方約500米）的居民家中，發現戶主（次子，當時26歲，西點店店員）橫屍在1樓和室中，其弟（三子，當時25歲，公司職員）雙手被繩子綁住，頸部受傷。由於現場有財物丟失，因此愛知縣警察以搶劫殺人案件開始進行搜查。次日，警方在1樓和室的壁櫥中發現不知去向的戶主母親（當時57歲，公司職員）的遺體。作為兇器的菜刀也在家中被發現，且已被洗淨血跡。經過司法解剖，警方推測兩名死者的死亡時間為5月1日晚間9點到10點左右。
根據倖存者所述，他在凌晨2點左右回家之後，在脫鞋的時候遭遇犯人背後襲擊，在與犯人搏鬥時失去知覺。由於被害人在回家之前喝了酒，而且隱形眼鏡因起霧而不清楚，因此不記得犯人的相貌，但記得犯人所說的日語「像外國人一樣」。第二天中午，雙手被綁的倖存者逃出大門，碰到因接到有人通報可疑情況而來到附近的警官。但警官進到家中時誤認為穿黑衣的犯人是另一名受害人，並沒有採取強制措施，導致犯人趁警官呼叫支援時逃走。
根據其後的搜查，犯人在被害人家中停留時間較長，從犯案當天的晚間一直到第二天中午。他不光吃了家中準備好的飯菜，還擦過地板上的血跡，並用洗衣機洗過血衣，還趁消滅證據的間隙盜取了倖存者錢包中的現金。

### 嫌疑人
2012年12月7日，在調查10月19日發生在三重縣的一起汽車被盜事件時，警方發現當時被三重縣警察鈴鹿警察署逮捕的29歲中國籍男子林振華的DNA與本案中的現場物證一致，因此愛知縣警察蟹江警察署以搶劫殺人及搶劫殺人未遂的嫌疑將其逮捕。林振華出身於中國山東省濟南市，在被捕時居住在三重縣津市，犯案當時為三重大学的留学生。犯案後於2011年3月從三重大學畢業，隨後在三重縣內的汽車零件公司上班，但於2012年6月辭職。
林振華在該事件前已是盜竊慣犯，2008年即因為偷取食品而被三重縣警察津警察署處以罰金，並被告知不繳付罰金的話會被處以勞役。他害怕因被處勞役而被學校退學，也不願意向家人說明情況，因此為了籌措罰金而準備好扳手與刀具，前往名古屋市欲實施搶劫，但因市內人太多而放棄。在從近鐵名古屋站乘坐名古屋線急行列車返回三重縣途中，他打算搶劫一位同車女性，並在近鐵蟹江站下車跟蹤該女子，但並未成功。在返回車站途中，他發現被害人家養的貓從玄關進入屋內，意識到該戶人家大門未鎖好，因此便潛入被害人家中欲實施盜竊，在被兩名死者發現後實施殺人犯罪。關於沒有殺害倖存者並在家中長時間逗留的原因，犯人稱是由於倖存者不斷向其祈求饒命，而且在詢問財物所在以及洗滌血衣的時候，通過與倖存者聊天而放棄了殺人的念頭。但法院在量刑理由中認為犯人僅僅是因為忙於銷毀罪證，所以才沒來得及殺死他，並不能減輕其罪責。
2012年12月28日，名古屋地方檢察廳將林振華以搶劫殺人與搶劫殺人未遂、入侵民宅的罪名於名古屋地方法院提起公訴。根據起訴書描述，犯人於2009年5月1日晚上10時許，侵入未鎖大門的被害者家中。因在物色財物的過程中失風而心生殺意，用準備好的活動扳手擊打戶主母親頭部致死，其後用受害人家中的菜刀刺入戶主背部致死。次日2時25分許以自己攜帶的手工用刀襲擊到家的戶主之弟，致使其身受重傷。在殺傷一家3人後仍停留在現場繼續物色財物，共搶走現金20萬日圓以及一支手錶（時價約1200日圓），直到2日正午。

## 審判

### 刑事審判

#### 一審（名古屋地方法院）
2015年1月19日，名古屋地方法院通過裁判員制度對此案進行審判。檢察方面在2月6日的論告求刑公判中請求判處林振華死刑，這是東海3縣（三重縣、愛知縣、岐阜縣）首宗經裁判員審判求處死刑的案件。而林振華的辯護人則稱被告會殺人的理由是「因為被被害人發現而陷入慌亂，並非是為了搶劫而殺人」，主張適用殺人罪與盜竊罪。另外，辯護人表示被告人在犯案之前的前科只有盜竊，犯案時也只有25歲，因此請求不判處死刑。
2015年2月20日，一審法院作出判決。名古屋地方法院的松田俊哉主審法官宣布搶劫殺人罪成立，判處死刑，是東海3縣首宗經裁判員審判判處死刑的案件。法官表示「被告人在被被害人發現時已然決意要搶劫，就算在當時失去冷靜仍可視為擁有確實的殺意」「雖然事先並未計劃要搶劫或殺人，但隨身攜有為了實施攔路搶劫準備的武器，而且明知家中有人仍侵入被害人家中實施犯罪，與闖空門時突然發現家中有人的情況下發生的搶劫殺人事件有所區別」「由於犯案時使用強力刺入被害人身體而導致兇刀彎折，情節冷酷。犯案動機亦非常自私」。

#### 二審（名古屋高等法院）
林振華對一審死刑判決不服，上訴至名古屋高等法院。在2015年7月27日當日審結的二審中，主要爭議點仍然是林振華的犯罪是否適用搶劫殺人罪。辯護人曾欲提出否認搶劫動機的證據，並要求對被告進行法庭訊問，但均被法院駁回。辯護人指出，林振華在被戶主母親發現時立刻打算逃走，因此搶劫殺人罪不成立，是在「欲行偷盜時因被發現而陷入慌亂狀態導致突然殺人」，並無計畫性與強烈殺意，因此判處無期徒刑更為妥當。而檢察方面則請求駁回上訴。
同年10月14日，名古屋高等法院的石山容示主審法官宣佈駁回上訴，維持原判。法官表示「被告人的犯罪執著且殘酷。被告人對他人生命極為漠視，一審作出的死刑判決合理」。另一方面，由於2012年日本最高法院的司法研修所發表了一份報告，報告中提到裁判員審判可能會有重判的傾向，因此希望各法官尊重先例，對過往的判決傾向經過適當分析後作出公平判決。因此該次判決中，法官也提到「殺人受害人為2人時原則上不應判處死刑」（永山基準），在處以極刑的時候「應該慎重探討何為合理的依據」，但對一審判決結果仍作出「根據具體依據作出的合理判斷，應予採納」的結論。
隨後，林振華的辯護人不服判決，於當日向日本最高法院提出上訴。

#### 三審（日本最高法院）
2018年7月12日，在日本最高法院第一小法庭舉行口頭辯論公審，當日審結。辯護方主張林振華並無搶劫之預謀，請求不判處死刑。
同年9月6日，日本最高法院作出宣判，木澤克之法官宣佈駁回上訴，維持原判。法官表示「被告人在能夠主動停止犯行的情況下，仍然懷著強烈的殺意而使用兇器實施犯罪」「犯案手法冷酷且殘忍，刑事責任極其重大」「由於要繳納盜竊案的罰金便實施搶劫殺人，動機十分自私，無法令人同情」。
同年10月3日，由於10月2日的死刑判決訂正申請被駁回，林振華死刑定讞。

### 民事審判
2015年6月4日，倖存的戶主之弟等被害人家屬3人根據損害賠償命令制度對林振華提請賠償2名死者的損失利益以及精神損失費等共計1億7800萬日圓。在其後的民事審判中，除倖存者以外的2人撤訴，戶主之弟1人提出的請求賠償金額則為5600万日圓。2016年3月24日，名古屋地方法院全面支持戶主之弟的賠償請求，要求林振華支付戶主之弟精神損失費等約5600万日圓。判決時，村野裕二主審法官表示「該案件重大且性質惡劣，動機自私且無法令人同情」「失去家人的原告的悲傷與心痛無法想像，而現在也很難認為被告人已真心懺悔」。戶主之弟的辯護人則表示「雖然已經在法庭上獲得全勝，但考慮到被告人依據判決所定進行賠償的可能性基本為0，我表示非常遺憾」。

## 外部連結
- 一審判決書 （页面存档备份，存于） - 裁判例情報
- 終審判決書 （页面存档备份，存于） - 裁判例情報